# 過疎対策事業債
過疎対策事業債（かそたいさくじぎょうさい）は、過疎地域自立促進特別措置法（平成12年法律第15号）第6条に規定する過疎地域自立促進市町村計画に基づいて実施する公共施設や情報通信基盤等整備する事業を対象とする地方債である。償還期間は据置期間を含み12年以内である。2010年度（平成22年度）からは、ソフト事業にも充当できるようになり、義務教育学校の統廃合要件も撤廃され、太陽光、バイオマスを熱源とする熱その他の自然エネルギーを利用するための施設にも充当できるようになった。なお、過疎対策事業債の元利償還金について、その70％が普通交付税の基準財政需要額に算入される。